# Extreme Light Infrastructure
Extreme Light Infrastructure – wspólna inicjatywa Unii Europejskiej budowy lasera dużej mocy (200 petawatów), finansowana ze środków Komisji Europejskiej; pierwszy projekt realizowany w ramach European Strategy Forum on Research Infrastructures. W projekcie bierze udział ponad 300 naukowców z 50 placówek badawczych z 13 krajów. Prace przygotowawcze w latach 2008-2011 pochłonęły 6 mln euro. Na projekt przeznaczono 416 mln euro.
Trzy ośrodki ELI powstaną w Czechach, Rumunii i na Węgrzech.